# Cazatalentos
Un cazatalentos o Headhunter es un profesional especializado en la búsqueda, identificación y evaluación de perfiles ejecutivos, directivos o profesionales con habilidades muy específicas. Suele trabajar de manera proactiva, contactando directamente a los candidatos más idóneos, incluso si estos no se encuentran buscando empleo activamente. El objetivo principal es encontrar y atraer el mejor talento para puestos de alta responsabilidad o especialización. El término cazatalentos también ha sido usado como traducción del término en inglés executive Search or headhunting; estos cazatalentos o headhunters son empresas dedicadas a la búsqueda de ejecutivos o profesionales con especialidades muy particulares para organizaciones que les contratan.
También pueden desarrollar su actividad en forma independiente, llegando a crear empresas conocidas como agencias, las cuales pasan a representar o a intermediar entre el cliente y las empresas.
Un headhunter, también conocido como cazatalentos, se dedica a buscar y seleccionar a los mejores profesionales para cubrir posiciones específicas en diversas empresas. Su eficacia se basa en un profundo conocimiento del mercado laboral y en una red extensa de contactos que le permite acceder a candidatos pasivos que no están activamente buscando empleo. Este proceso no solo mejora la calidad de las contrataciones, sino que también reduce el tiempo que las empresas dedican a llenar sus vacantes.
Para encontrar a los mejores candidatos, un headhunter emplea una serie de técnicas avanzadas. Se apoya en entrevistas detalladas que permiten evaluar habilidades técnicas y blandas, así como en la evaluación de experiencias laborales previas. Además, analiza la adecuación cultural de los candidatos a la empresa en la que se postulan. Este enfoque integral asegura un ajuste perfecto entre el candidato y la organización.
Las herramientas tecnológicas son fundamentales para el trabajo de un headhunter en la era digital. Utilizan bases de datos especializadas, redes sociales profesionales y software de seguimiento de candidatos para optimizar su búsqueda. Estas tecnologías no solo facilitan la identificación de candidatos calificados, sino que también mejoran la comunicación y seguimiento del proceso de selección.

## Estrategias y técnicas de búsqueda de candidatos
Los headhunters utilizan una combinación de investigación de mercado, redes profesionales y técnicas modernas para identificar y seleccionar a los candidatos más adecuados. Se apoyan en referencias y recomendaciones para garantizar la mejor selección. 

### Investigación de mercado y análisis de competencia
Los headhunters dedican tiempo a estudiar la industria específica de los candidatos que buscan. Se enfocan en analizar las tendencias del mercado laboral y las habilidades más demandadas en el sector. También investigan a la competencia para identificar dónde encontrar talento de alto calibre. Esto involucra usar informes de mercado, bases de datos y publicaciones especializadas.
La información obtenida permite a los headhunters ajustar sus estrategias de búsqueda, asegurando que se dirigen a los mejores profesionales en su campo. Estos estudios también ayudan a prever desafíos potenciales en el reclutamiento y a desarrollar planes efectivos para superarlos.

### Redes profesionales y headhunting 2.0
El uso de redes profesionales es esencial en el trabajo del headhunter. Plataformas como LinkedIn son fundamentales para establecer relaciones y acceder a una amplia gama de talentos. Aprovechan estas redes para contactar directamente a posibles candidatos y evaluar su presencia profesional.
El término "Headhunting 2.0" implica emplear tecnologías modernas y herramientas en línea, como motores de búsqueda especializados y software de seguimiento de candidatos. Estas herramientas mejoran la eficiencia y efectividad del proceso de búsqueda al facilitar el acceso a información clave y acelerar la comunicación.